# Vólnino
Vólnino (en rus: Волнино) és un poble de l'óblast de Vladímir, a Rússia, segons el cens del 2012 tenia 184 habitants. Pertany al districte municipal de Múrom.